# Нојабрск
Нојабрск (рус. Ноябрьск) град је у Русији у Јамалсконенечком аутономном округу. Према попису становништва из 2010. у граду је живело 110.572 становника.

## Становништво
Према прелиминарним подацима са пописа, у граду је 2010. живело 110.572 становника, 14.132 (14,65%) више него 2002.
| 1979. | 1989.  | 2002.  | 2010.   |
| ----- | ------ | ------ | ------- |
| 8.580 | 93.235 | 96.440 | 104.107 |